# Quoziente 1000
Quoziente 1000 (Brain Wave) è un romanzo di fantascienza del 1954 scritto da Poul Anderson. La prima parte era stata pubblicata nel 1953 sulla rivista Space Science Fiction con il titolo Escape ma la testata venne chiusa subito dopo senza pubblicare le puntate seguenti.

## Trama
(Quoziente 1000, Poul Anderson)
In un periodo imprecisato alla metà del Novecento, all'improvviso gli esseri viventi vedono la loro intelligenza aumentare senza apparente motivo. Si scopre che la Terra è appena uscita da un campo di forza sconosciuto che attraversava la Via Lattea e nel quale l'intero Sistema solare era avvolto da milioni di anni. Questo campo rallentava i segnali elettrici nei conduttori e aveva inibito lo sviluppo dell'intelligenza in tutto lo spazio al suo interno, e quindi anche sulla Terra. L'estinzione del Cretaceo fu provocata dalle conseguenze dell'ingresso del pianeta in questa bolla sui neuroni degli animali presenti all'epoca, causandone l'istupidimento. Senza più limiti imposti dal fenomeno, tutte le forme di vita subiscono molto velocemente un sensibile aumento del quoziente intellettivo, cosa particolarmente evidente negli esseri umani e in molti tipi di animali. La difficoltà nel controllare le nuove capacità e quindi ad adattarsi ai nuovi processi mentali, causa inizialmente delle rivolte mondiali e l'anarchia tra la popolazione, confusione amplificata anche dal cambiamento di comportamento degli animali nei confronti della specie umana. Gli animali degli allevamenti si ribellano allo sfruttamento dell'uomo, mentre in Africa dei gorilla senzienti e armati aiutano gli africani a liberarsi dal giogo coloniale. In molti cominciano a dover affrontare quotidianamente la crisi esistenziale. Molte persone, che prima del cambiamento non avevano l'intelligenza per valutare la situazione sociale, realizzano per la prima volta nella vita la tristezza della condizione umana. Mentre nel mondo si scatenano rivoluzioni di ogni tipo, in cui sembrano prevalere movimenti religiosi antiscientifici ed apocalittici, un gruppo di scienziati americani tenta di capire cosa stia succedendo e come dirigere la situazione. Tra di essi vi è Peter Corinth, la cui moglie Sheila, non riuscendo a sopportare e a gestire le nuove facoltà, finisce per auto sottoporsi a elettroshock, bruciando parte dei propri neuroni e regredendo a uno stato mentale pre-cambiamento in cui si sente più a suo agio.
Si sviluppano nuovi linguaggi che prevedono anche forme di telepatia e prodigiose scoperte consentono di viaggiare nello spazio a velocità superluminali. Nel primo di questi viaggi, il dottor Corinth ed il dottor Lewis, rientrano con la loro nave inavvertitamente nel campo di forza dove si erano recati per studiarlo rimanendo ai margini, vedendo rapidamente la loro intelligente decrescere; non essendo più in grado di manovrare i complessi comandi della nave, devono attendere che essa esca da sola dal campo di forza con il pilota automatico. Man mano che gli umani sviluppano il viaggio interstellare, scoprono molte altre specie senzienti su altri pianeti, ma nessuna è intelligente come loro; altre specie hanno sviluppato un'intelligenza basica e in seguito non c'è stata alcuna pressione ambientale per selezionare un'intelligenza superiore. Un nuovo governo mondiale, nel quale spicca la sapiente guida di un ex sindacalista ebreo, ora al comando della costa orientale degli ex Stati Uniti d'America, Felix Mandelbaum, riesce a fronteggiare le rivolte nel modo meno cruento possibile fornendo aiuto a tutti coloro i quali non sono riusciti a gestire le nuove capacità. Si organizzano dei villaggi protetti nei quali ex minorati psichici, che pur avendo acquisito un'intelligenza pressoché normale sono ben al di sotto dei nuovi standard, vivono serenamente con animali senzienti. Alla fine, la nuova umanità con quoziente 1000 decide di trovare la propria ragione di vivere nelle stelle, indagando i fenomeni del cosmo, cercando altre civiltà intelligenti come loro, e aiutando, con discrezione, le altre civiltà con intelligenza inferiore a progredire. La Terra viene lasciata agli ex minorati mentali e agli animali, alcuni dei quali sono ormai in grado di parlare e capire un linguaggio semplice. In uno di tali villaggi, gestito dall'industrioso Archie Brock, va a vivere Sheila.

## Personaggi
Peter CorinthScienziato statunitense, tra i primi a studiare il fenomeno e individuare le cause dell'accresciuta intelligenza umana. Inventa una nuova propulsione spaziale grazie alla quale esplorerà il cosmo.
Sheila CorinthLa moglie di Peter. Non riuscendo a sopportare le nuove capacità mentali, si auto infligge un elettroshock che le lesionerà il cervello La menomazione la fa regredire allo stato pre-cambiamento.
Felix MandelbaumCinquantenne, ex sindacalista. La sua vasta esperienza in molti settori gli permette di diventare, in breve tempo, uno dei responsabili del nuovo Governo mondiale.
Sarah MandelbaumLa moglie di Felix.
Helga ArnulfsenEx compagna di università di Peter, innamorata da sempre dell'uomo, da anni lavora con lui nello stesso laboratorio di ricerca con compiti amministrativi. Dopo il cambiamento assumerà una posizione importante nel nuovo Governo. Si unirà a Peter, una volta che questi sarà stato abbandonato dalla moglie.
Nathan "Nat" LewisAmico e collega di Peter.
Archie BrockGiovane contadino in una fattoria. Prima dei mutamenti era minorato psichico ma dopo il cambiamento si trova improvvisamente dotato di un'intelligenza più che normale. Il suo senso di responsabilità e pragmatismo gli permettono di provvedere con efficienza a tutte le necessità della fattoria nonostante gli stravolgimenti che sconvolgono la società.
Dottor GrunewaldGiovane assistente di Peter. Insieme al collega Manzelli e ad altri scienziati, ordisce un complotto internazionale per far regredire l'umanità alle capacità mentali precedenti al cambiamento. Viene smascherato da Felix Mandelbaum e arrestato.

## Edizioni
- (EN) Poul Anderson, Brain Wave, 1ª ed., Ballantine Books, 1954, ISBN non esistente.
- Poul Anderson, Quoziente 1000, traduzione di Giovanni Scimone, collana Urania n° 108, Arnoldo Mondadori Editore, 1955, ISBN non esistente.
- Poul Anderson, Quoziente 1000, traduzione di Giovanni Scimone, collana Urania n° 677, Arnoldo Mondadori Editore, 1975, ISBN non esistente.
- Poul Anderson, Quoziente 1000, traduzione di Giovanni Scimone, Oscar Fantascienza n° 875, Arnoldo Mondadori Editore, 1978,  p. 166, ISBN non esistente.
- Poul Anderson, Quoziente 1000, collana Urania Collezione n° 19, Arnoldo Mondadori Editore, agosto 2004,  p. 258, ISSN 1721-6427 (WC · ACNP).